# 關禮 (南宋)
关礼（?—?），南宋宦官。
宋高宗时关礼入宫为官。淳熙末年，很得宋孝宗亲信，命提举重华宫。官至亲卫大夫、保信军承宣使。宋孝宗病死，宋光宗称病，不能执丧，枢密赵汝愚等请建储以安人心，宋光宗御批有“念欲退闲”的话，宰相留正害怕，辞官而去。赵汝愚派韩侂胄通过关礼请求太皇太后。关礼请太皇太后吴氏决定大计，太皇太后垂帘，命宋宁宗即位。关礼历任入内内侍省都知，充提举皇城司，迁中侍大夫。关礼不以功自居，请求致仕，宋宁宗不许；又请求免推恩，皇帝还是不许。

## 延伸阅读
[在维基数据编辑]
 《宋史/卷469》，出自脱脱《宋史》